# Berberidaceae
Berberidaceae (Juss., 1789) è una famiglia di piante appartenente all'ordine Ranunculales, diffusa principalmente in America ed Eurasia.
Le specie incluse all'interno di questa famiglia sono sia arbusti che erbe, spesso spinose, distribuite dalle regioni temperate o subtropicali.

## Tassonomia
All'interno di questa famiglia sono incluse circa 700 specie, ripartite fra 13 generi e 3 sottofamiglie, che ricalcano la suddivisione delle diverse famiglie accettate nel sistema Cronquist e qui incluse dalla moderna classificazione APG IV. 
Il solo genere Berberis, il più ampio qui incluso, conta circa 600 specie, mentre diversi altri generi sono monospecifici.

### Generi
La famiglia Berberidaceae comprende i seguenti generi:
Sottofamiglia Podophylloideae Eaton
- Achlys DC.
- Bongardia C.A.Mey.
- Epimedium Tourn. ex L.
- Jeffersonia W.Bartram
- Leontice L.
- Plagiorhegma Maxim.
- Podophyllum L.
- Vancouveria C.Morren & Decne.

Sottofamiglia Nandinoideae Heintze
- Caulophyllum Michx.
- Nandina Thunb.
- Gymnospermium Spach

Sottofamiglia Berberidoideae Kosteletzky
- Berberis L.
- Ranzania T.Itô

### Generi italiani
In Italia sono presenti due soli generi:
- Epimedium, spontaneo erbaceo
- Berberis, spontaneo arbustivo

## Usi
Alcune specie appartenenti al genere Berberis vengono impiegate come piante ornamentali.